# Françoise Ribeyrolles-Marcus
Françoise Ribeyrolles-Marcus, född den 7 mars 1944 i Frankrike, är en svensk skulptör och formgivare.

## Biografi
Françoise Ribeyrolles-Marcus studerade vid Konstakademien i Grenoble. År 1967 började hon arbeta som textildesigner i Lyon. Efter två år i Nice, flyttade hon 1972 till Paris, där hon arbetade med konstförläggaren Joseph Forêt. 
År 1973 träffade hon skulptören Gert Marcus, med vilken hon gifte sig 1975. Sedan dess har hon varit bosatt i Stockholm. Somrarna mellan 1974 och 1998 arbetade paret med stenskulpturer i Massa-Carrara i Italien.

## Offentliga verk i urval
- 1993 Tyngd, sten, Polishuset, Flemingsberg
- 1997 Khoros, Jakobsbergs sjukhus
- 1997 Möte av 3 cirklar, granit, Borås
- 1998 Cirkelkomponenter, granit, Borås
- 1998 Virtuell triangel i en cirkel, stål, Borås
- 1998 A----A, granit, Årstaskolan, Stockholm
- 2002 1 till 9 kuber i trä och plexiglas, Barnsjukhuset, Lund
- 2004 Olympia, Tinas Ö i Värnamo
- 2010 Duetto, Värnamo

## Stipendier
- Ellen Roosval-Hallwylska stipendium
- Carl Christensens och Maria Lisa Ekmans stipendium
- Skulptörförbundets Sergelstipendium 2012